# Garamhídvég
Garamhídvég (korábban Zámosztya, szlovákul: Zámostie) Garamnémetfalva településrésze, korábban önálló falu Szlovákiában, a Besztercebányai kerületben, a Breznóbányai járásban.

## Fekvése
Breznóbányától 16 km-re nyugatra található. Garamnémetfalvának a Garam jobb partján fekvő keleti végét alkotja.

## Története
1424-ben említik először, a zólyomlipcsei váruradalomhoz tartozott.
A 18. század végén Vályi András így ír róla: „ZAMOSTYA. Tót falu Zólyom Várm. földes Ura a’ Liptsei Bányászi Kamara, lakosai katolikusok, fekszik Dubovának szomszédságában, és annak filiája, Garam vizéhez közel; határja hegyes, földgye sovány, erdeje elég van.”
Fényes Elek 1851-ben kiadott geográfiai szótárában így ír a faluról: „Zamosztya, tót falu, Zólyom vmegyében, a Garan hidján tul, ut. p. Beszterczebányához keletre 3 3/4 órányira: 392 kath. lak., kik közt 21 telkesgazda, 4 zsellér, 2 lakó; egyébiránt többnyire házaló kereskedők. Urbéri telek 8, majorság semmi. Sovány földe zabot és burgonyát legsikeresebben terem. A Garanon kivül egy kis patakja is van. Jelenleg kicsinyben bányamüvelés van indulóban. F. u. a kamara.”
1910-ben 416, túlnyomórészt szlovák lakosa volt. A trianoni diktátumig Zólyom vármegye Breznóbányai járásához tartozott.

## Nevezetességei
- Szent József tiszteletére szentelt római katolikus kápolnája.

## Külső hivatkozások
- Garamhídvég Szlovákia térképén

## Lásd még
- Garamnémetfalva
- Garamszentmiklós